# آنتون هرنکو
آنتون هِرنکو (Anton Hrnko؛ زادهٔ ۳۱ ژانویهٔ ۱۹۵۵) سیاستمدار، و تاریخ‌نگار اهل کشور اسلواکی است. 
او عضو حزب ملی اسلواکی و عضو شورای ملی اسلواکی است.